# Marielund (naturreservat)

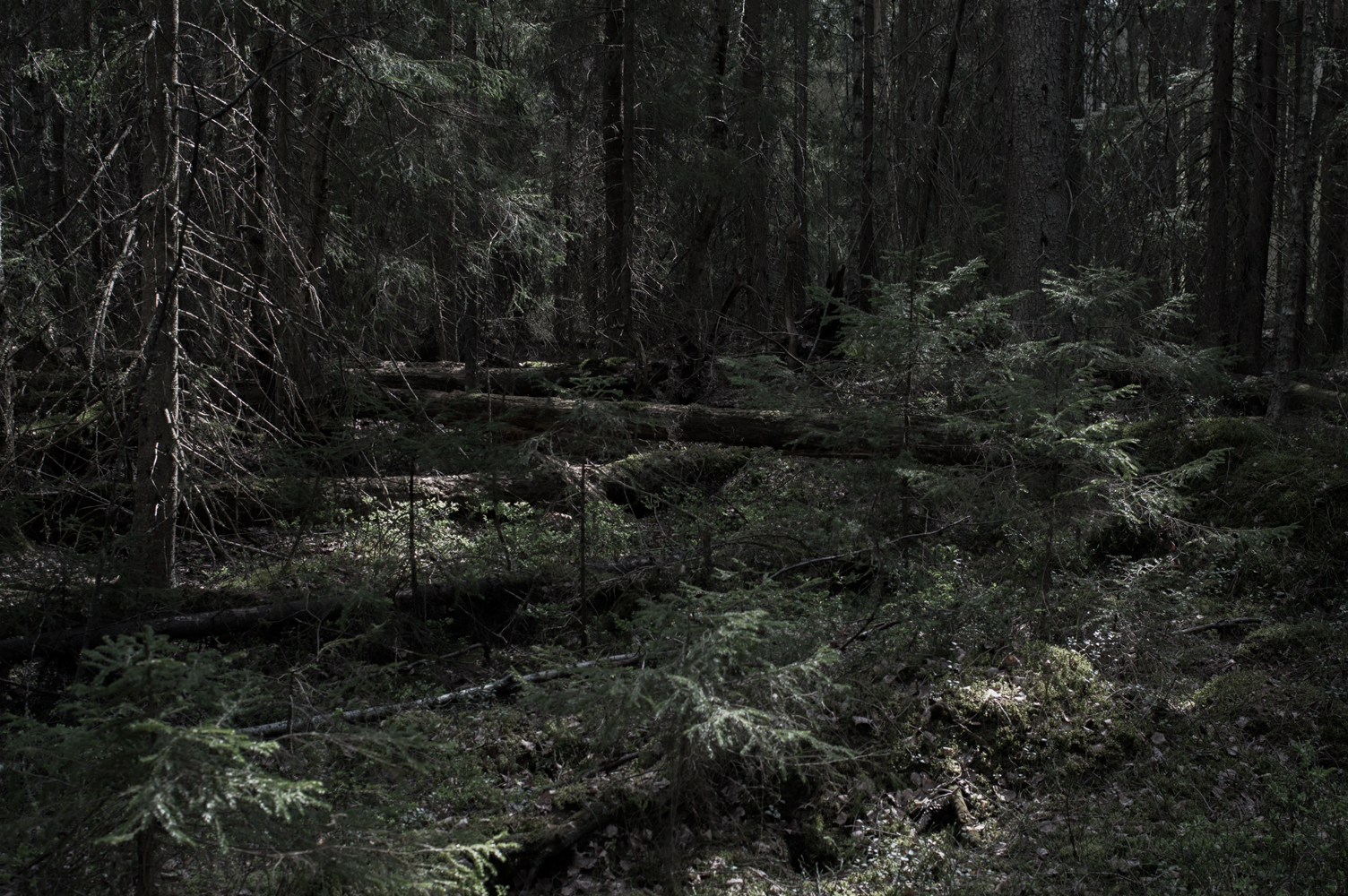
Dunkel urskog i Marielunds naturreservat

Marielund är ett naturreservat i Norrköpings kommun i Östergötlands län.
Området är naturskyddat sedan 1945 och är cirka 2 hektar stort. Reservatet ligger norr om gården Marielund och består av barrblandskog , lövblandad barrskog och betesmark.
Närmare en opåverkad urskog man knappast komma i södra Sverige. Den som verkade för att bilda reservatet, jägmästaren i Östkinds Häradsallmänning A.M. Alborg har efterlämnat följande citat: 
......"många gånger har det smärtat mig att jag måst hugga i en del skogspartier av oersättlig urskogsskönhet". Och "Meningen med dessa reservat är att åt eftervärlden bevara någon liten fläck, där man kan hoppas, att en eller annan representant för ett senare släkte, som bara sett mönstergillt skötta och rakstammiga skogar, med njutning och andakt skall för en stund kunna fly undan jäktet för rekreation i dessa uråldriga små vildmarker, som kanske påminna om de kolmårdsskogar, där stigmän och varg en gång voro fruktade invånare".
Enligt Östkinds Häradsallmänning som äger marken är detta ett stycke genuin urskog som stått i minst 250 år. Så här skulle hela Kolmården se ut om ingen bedrev skogsbruk till nytta för sig själv och landets  ekonomi.